# Pierce Phillips
Pour les articles homonymes, voir Phillips.
Pas d'image ? Cliquez ici

a Compétitions nationales et continentales officielles uniquement.

Dernière mise à jour le 15 juin 2025.
Pierce Phillips, né le 6 octobre 1992 à Middlesbrough (Angleterre), est un joueur anglais de rugby à XV évoluant au poste de deuxième ligne au FC Grenoble depuis 2023.

## Carrière
Pierce Phillips commence sa carrière avec Leeds Carnegie en RFU Championship, avant de faire un passage d'une saison avec Darlington Mowden Park en National League 2 (quatrième divison anglaise). Il ensuite s'engage en RFU Championship avec l'équipe des Jersey Reds durant l'été 2014. Le 28 juillet 2016, il est nommé capitaine de l'équipe de Jersey pour la saison 2016-2017.
En février 2017, il s'engage avec les Worcester Warriors et découvre la Premiership durant la saison 2017-2018.
En mai 2019, il s'engage avec le SU Agen en Top 14 pour deux saisons. En deux saisons avec Agen, il aura disputé 28 matchs en Top 14 et en Challenge européen.
En avril 2021, il s'engage avec Édimbourg Rugby à partir de la saison 2021-2022.
Il fait son retour en France en 2023, lorsqu'il s'engage pour deux saisons avec le FC Grenoble en Pro D2.
Durant la saison 2023-2024, le FCG est finaliste de Pro D2 et affronte le RC Vannes. Pour cette finale, Pierce Phillips est remplaçant. Comme l'année précédente, les Grenoblois sont battus aux portes du Top 14, sur le score de 16 à 9. En barrage pour la montée en première division, Pierce Phillips est titulaire avec le FCG qui fait face au Montpellier HR. Cependant, pour la deuxième année consécutive, son club rate la montée lors du barrage défait à trois minutes de la fin 18-20.
En 2024-2025, premier de la saison régulière avec son club du FCG, il s'impose en demi-finale à domicile contre Provence Rugby (38-17), puis s'incline en finale face à l'US Montauban (19-24) en étant titulaire sur ces deux matchs. Le FCG s'incline ensuite encore une fois de justesse (11-13) à trois minutes de la fin, dans le barrage d'accession le 14 juin 2025 contre Perpignan.

## Palmarès
- Finaliste de la British and Irish Cup en 2017 avec les Jersey Reds[15].
- Finaliste du championnat de France de Pro D2 en 2024 et 2025 avec le FC Grenoble.